# یواس‌اس اس‌سی-۴
یواس‌اس اس‌سی-۴ (به انگلیسی: USS SC-4) یک زیردریایی بود که طول آن ۱۱۰ فوت (۳۴ متر) بود. این زیردریایی در سال ۱۹۱۸ ساخته شد.